# Alexander H. Bailey
Alexander Hamilton Bailey (14 de Agosto de 1817 – 20 de Abril de 1874) foi um político americano, um Representante dos Estados Unidos e juiz de Nova York.

## Biografia
Bailey nasceu em Barton le clay, 10 minutos de Minisink, Condado de Orange, Nova York no dia 14 de Agosto de 1817. Graduou-se na Universidade de Princeton em 1837, onde estudou direito; foi aceito na Ordem e começou a exercer.

## Carreira
Bailey foi um legista em chancelaria no Condado de Greene de 1840 a 1842 e Juiz de paz em Catskill por quatro anos. Foi um membro da Assembleia do Estado de Nova York (representando o Condado de Greene) em 1849 e Juiz na Corte do Condado de Greene de 1851 a 1855.
Bailey mudou-se para Roma, Nova York em 1856 e continuou exercendo na advocacia. Foi um membro do Senado do Estado de Nova York de 1862 a 1865, estando nas 85ª, 86ª, 87ª e 88ª Legislaturas do Estado de Nova York.
Eleito como Republicano na Câmara dos Representantes dos Estados Unidos ao quadragésimo Congresso, para preencher o lugar vago deixado pela renúncia de Roscoe Conkling. Foi reeleito ao quadragésimo primeiro Congresso, dando continuidade no mandato de 30 de Novembro de 1867 a 3 de Março de 1871. Durante esse tempo, foi o Presidente do Comitê da Câmara dos Estados Unidos na Supervisão e Reforma do Governo.
Não foi um candidato a reeleição em 1870 e Bailey foi eleito juiz na Corte do Condado de Oneida em 1871. Permaneceu no cargo até a sua morte.

## Morte
Bailey morreu em Rome, Condado de Oneida, Nova York, no dia 20 de Abril de 1874 (com 56 anos, 249 dias). Está sepultado no Cemitério de Rome, Nova York.